# To Be Free (píseň, Mike Oldfield)
„To Be Free“ je píseň britského multiinstrumentalisty Mika Oldfielda. Vydána byla jako jeho čtyřicátý singl v květnu 2002 a v britské hitparádě se neumístila.
Skladba „To Be Free“ pochází z Oldfielova alba Tr3s Lunas, kde je jako jediná zpívaná písnička (vokály: Jude Sim). Upravenou verzi této písně na singlu doplňují její čtyři různé remixy. Existuje i verze singlu pro španělský trh, která obsahuje pouze jeden remix a verzi „To Be Free“ pro rádia (ta byla vydána i na albu).

## Seznam skladeb
To Be Free – The Remixes
1. „To Be Free (Single Version)“ (Oldfield) – 3:55
2. „To Be Free (Pumpin' Dolls to the Top Club Mix)“ (Oldfield, remix: Pumpin' Dolls) – 9:27
3. „To Be Free (Pumpin' Dolls Argento Dub Mix)“ (Oldfield, remix: Pumpin' Dolls) – 8:09
4. „To Be Free (Soultronik Hard Floor Cibervetido Mix)“ (Oldfield, remix: Soultronik) – 7:00
5. „To Be Free (Soultronik Mix-tical Mix)“ (Oldfield, remix: Soultronik) – 5:04

Španělská verze
1. „To Be Free (Pumpin' Dolls Radio Friendly Edit)“ (Oldfield, remix: Pumpin' Dolls) – 3:23
2. „To Be Free (Radio Edit)“ (Oldfield) – 3:59